# Tolania periculosa
Tolania periculosa är en insektsart som beskrevs av Albertson. Tolania periculosa ingår i släktet Tolania och familjen hornstritar.
Artens utbredningsområde är Panama. Inga underarter finns listade i Catalogue of Life.